# The Basement Tapes
Albums par Bob Dylan
Blood on the Tracks
(1975) Desire
(1976)
Albums par The Band
Before the Flood
(1974) Northern Lights - Southern Cross
(1975)
The Basement Tapes est un album commun de Bob Dylan, auteur-compositeur-interprète américain de folk/rock, et du groupe The Band sorti le 26 juin 1975. Il comprend des enregistrements de 1967 diffusés en premier lieu sous la forme d'un double album pirate appelé The Great White Wonder, en 1969.

## Historique
Dans la période séparant les enregistrements de Highway 61 Revisited et Blonde on Blonde, Dylan tourne avec « The Hawks », futur The Band. Début 1966, ils se lancent dans une tournée mondiale, dont un concert en Angleterre fera finalement l’objet d'un double album officiel The Bootleg Series Vol. 4: Bob Dylan Live 1966, The "Royal Albert Hall" Concert, paru en 1998.
Le 29 juillet 1966, Dylan, victime d'un accident de moto, est hospitalisé, ce qui entraîne l’annulation de plusieurs concerts. Alors que Dylan est en convalescence à Woodstock, Robbie Robertson l’aida à modifier le projet de documentaire fait par D. A. Pennebaker, Eat The Document, à propos de leur tournée anglaise (1966). Dylan en profita pour faire un bilan de son début carrière et d’en conclure qu’il devait partir sur une autre voie.
Dylan rencontra alors régulièrement les membres de The Band dans leur maison de campagne, appelée « Big Pink », et à jouer avec eux, essentiellement de la musique folk que Dylan s’était mis dans l’idée de faire apprécier au Band.
Les deux premières chansons enregistrées furent Tiny Montgomery et Sign on the Cross. Ils finirent par enregistrer une trentaine de chansons dont : I Shall Be Released, This Wheel's on Fire, Quinn The Eskimo (Mighty Quinn), Million Dollar Bash, Tears of Rage, You Ain't Going Nowhere, Going To Acapulco, I'm Not There (1956), All You Have to Do Is Dream, Apple Suckling Tree, etc. Deux titres étaient coécrits avec The Band : Tears of Rage (avec Richard Manuel) et This Wheel's on Fire (avec Rick Danko).
Dylan n’avait pas l’intention de transmettre ces enregistrements à sa compagnie de disque, car il était en désaccord avec son manager Albert Grossman. Dylan devait encore un album à Columbia Records, mais il n’avait pas l’intention d’honorer cette obligation, il préféra prendre les droits d’auteur avec Dwarf Music.
Plusieurs chansons furent alors interprétées par d’autres artistes, comme Too Much of Nothing (Peter, Paul & Mary), The Mighty Quinn (Manfred Mann), You Ain't Goin' Nowhere, Nothing Was Delivered (The Byrds), This Wheel's on Fire (Julie Driscoll and the Brian Auger Trinity, The Byrds), Million Dollar Bash (Fairport Convention) et I Shall Be Released et Tears of Rage par The Band.
Quatorze chansons ont fait l’objet d’un album pirate, Great White Wonder.
Le 26 juin 1975, Columbia distribua officiellement un double album appelé Basement Tapes, compilé et produit par Robbie Robertson. Dylan n’apparaît pas sur huit des 24 titres, et seulement quatre sur les huit ont véritablement été enregistrés à Big Pink avec Dylan.
Les morceaux I Shall Be Released, The Mighty Quinn, Sign on the Cross et I'm Not There (1956) n’ont pas été conservés pour le double album.
Un coffret de cinq CD, Tree with Roots The Original Basement Tapes, sera édité plus tard avec pratiquement tous les enregistrements réalisés à Big Pink.

## Réception
L'album a été #7 au Billboard et #8 au Royaume-Uni.
En 2003, il est classé 259e des 500 plus grands albums de tous les temps par le magazine Rolling Stone.
En 2016, il reçoit le Grammy Hall of Fame Award.

## Titres
Toutes les chansons sont écrites et composées par Bob Dylan, sauf indication contraire.
| 1.    | Odds and Ends                            |                   | 1:46 |
| 2.    | Orange Juice Blues (Blues for Breakfast) | Manuel            | 3:37 |
| 3.    | Million Dollar Bash                      |                   | 2:31 |
| 4.    | Yazoo Street Scandal                     | Robertson         | 3:27 |
| 5.    | Goin' to Acapulco                        |                   | 5:26 |
| 6.    | Katie's Been Gone                        | Manuel, Robertson | 2:43 |
| 7.    | Lo and Behold                            |                   | 2:45 |
| 8.    | Bessie Smith                             | Danko, Robertson  | 4:17 |
| 9.    | Clothesline Saga                         |                   | 2:56 |
| 10.   | Apple Suckling Tree                      |                   | 2:48 |
| 11.   | Please, Mrs. Henry                       |                   | 2:31 |
| 12.   | Tears of Rage                            | Dylan, Manuel     | 4:11 |
| 13.   | Too Much of Nothing                      |                   | 3:01 |
| 14.   | Yea Heavy and a Bottle of Bread          |                   | 2:13 |
| 15.   | Ain't No More Cane (Traditionnel)        |                   | 3:56 |
| 16.   | Crash on the Levee (Down in the Flood)   |                   | 2:03 |
| 17.   | Ruben Remus                              | Manuel, Robertson | 3:13 |
| 18.   | Tiny Montgomery                          |                   | 2:45 |
| 19.   | You Ain't Going Nowhere                  |                   | 2:42 |
| 20.   | Don't Ya Tell Henry                      |                   | 3:12 |
| 21.   | Nothing Was Delivered                    |                   | 4:22 |
| 22.   | Open the Door, Homer                     |                   | 2:49 |
| 23.   | Long Distance Operator                   |                   | 3:38 |
| 24.   | This Wheel's on Fire                     | Danko, Dylan      | 3:49 |
| 76:41 |                                          |                   |      |

## Musiciens
- Bob Dylan : guitare, piano, chant
- The Band
  - Rick Danko : basse, mandoline, chant
  - Levon Helm : batterie, mandoline, basse, chant
  - Garth Hudson : orgue, accordéon, piano, saxophone
  - Richard Manuel : piano, batterie, harmonica, chant
  - Robbie Robertson : guitares, batterie, chant

## Production
- Bob Dylan & The Band : producteurs
- Garth Hudson : ingénieur du son